# Liste der Monuments historiques in Vicherey
Die Liste der Monuments historiques in Vicherey führt die Monuments historiques in der französischen Gemeinde Vicherey auf.

## Liste der Immobilien
| Bezeichnung    | Beschreibung                                         | Standort                   | Kennzeichnung | Schutzstatus | Datum | Bild           |
| -------------- | ---------------------------------------------------- | -------------------------- | ------------- | ------------ | ----- | -------------- |
| Kirche St-Rémy | ehemalige Schlosskapelle, ab dem 12. Jahrhundert     | Rue du Château (Lage)      | PA00107312    | Classé       | 1943  | weitere Bilder |
| Mairie-halle   | Bürgermeisterei, Markthalle und Waschhaus, nach 1829 | 1 rue Saint-Laurent (Lage) | PA88000032    | Inscrit      | 2001  | weitere Bilder |

## Liste der Objekte
| Bezeichnung                  | Beschreibung                                  | Standort                     | Kennzeichnung | Schutzstatus | Datum | Bild |
| ---------------------------- | --------------------------------------------- | ---------------------------- | ------------- | ------------ | ----- | ---- |
| Skulptur Madonna mit Kind    | Stein, 14. Jahrhundert                        | in der Kirche St-Rémy (Lage) | PM88000960    | Classé       | 1908  |      |
| Pietà                        | Stein, 16. Jahrhundert                        | in der Kirche St-Rémy (Lage) | PM88000963    | Classé       | 1965  |      |
| Kanzel                       | Holz, bemalt und vergoldet, 18. Jahrhundert   | in der Kirche St-Rémy (Lage) | PM88000965    | Classé       | 1967  |      |
| Skulptur Heiliger Sebastian  | Stein, 16. Jahrhundert                        | in der Kirche St-Rémy (Lage) | PM88000961    | Classé       | 1965  |      |
| Skulptur Johannes der Täufer | Stein, modern farbig gefasst, 16. Jahrhundert | in der Kirche St-Rémy (Lage) | PM88000962    | Classé       | 1965  |      |
| Skulptur Heilige Barbara     | Stein, farbig gefasst, 16. Jahrhundert        | in der Kirche St-Rémy (Lage) | PM88000964    | Classé       | 1967  |      |